# My World (мініальбом)
My World (укр. Мій світ) — дебютний мініальбом канадського співака Джастіна Бібера. Виданий 17 листопада 2009 року лейблом Island Records. Мініальбом вважається першою частиною проєкту з двох альбомів — My World і My World 2.0 (2010). Після підписання рекорд-контракту, в світлі своєї зростаючої популярності на YouTube, Бібер працював зі своїм наставником Ашером, а також з Трікі Стюартом, The-Dream і Midi Mafia. Його музика включає в себе стилі поп та R&B, і лірично торкається теми підліткової романтики і ситуацій перехідного віку.
Після виходу, My World отримав в цілому позитивні відгуки від музичних критиків, які схвально оцінили мініальбом. Він дебютував під шостим номером в чарті США Billboard 200 з продажем 137,000 копій протягом першого тижня. При цьому він став найсильнішим дебютним альбомом нового артиста в 2009 році, хоча за тиждень його продажі перевищив альбом I Dreamed a Dream Сюзан Бойл, з продажами у 701,000 примірників. Після виходу My World 2.0 в березні 2010 року його попередник посів п'яту сходинку в чарті Billboard 200. Менш ніж через два місяці після його випуску, мініальбом був сертифікований як Платиновий Американською асоціацією компаній звукозапису (RIAA) за обсягом продажів, що перевищує один мільйон копій. На міжнародному рівні, міні-альбом теж досяг успіху. Він дебютував в Канаді, очоливши чарт Canadian Albums Chart, а пізніше він був сертифікований як подвійно-платиновий. Він також був сертифікований як подвійно-платиновий в Сполученому Королівстві.
Два сингла, що увійшли в My World, здобули міжнародний успіх. Його провідний сингл «One Time» увійшов до двадцятки найкращих в чартах п'яти країн, а «One Less Lonely Girl» потрапив до першої десятки чарту Канади і до топ-п'ятнадцяти чарту Сполучених Штатів. Промо-сингли «Love Me» і «Favorite Girl» увійшли в топ-сорок чарту США Billboard Hot 100. Проєкт було додатково популяризовано за допомогою телевізійних виступів і концертного туру My World Tour в 2010 році. Реміксовий альбом My Worlds Acoustic і збірник альбомів My Worlds: The Collection вийшли пізніше, в листопаді; в останній входять My World, My World 2.0, і My Worlds Acoustic в наборі з двох дисків.
12 лютого 2016 року мініальбом вперше вийшов на вінілі.

## Створення та композиція
Бібер почав свою кар'єру за допомогою YouTube, публікуючи відео своїх виступів в пісенних конкурсах для членів сім'ї, які не змогли бути на них присутніми. Популярність Бібера на YouTube росла, і зрештою його помітив музичний менеджер Скутер Браун, який привіз Джастіна в Атланту, штат Джорджія, щоб проконсультуватися з Ашером щодо його продюсування. Ашер влаштував Біберу прослуховування для Ел-Ей Ріда з лейблу Island Records, і підписав з ним контракт в жовтні 2008 року. У квітні 2009 року, після запису його дебютного синглу «One Time», Ашер назвав Бібера «молодим феномен» і «виразним пріоритетом для мене і Island Def Jam.» Бібер пізніше пояснив назву мініальбому My World (укр. Мій світ) як «єдиний спосіб, яким [він] дійсно міг описати його», додавши, що він являє собою «так багато елементів [його] світу».
При записі My World, Бібер сказав, що хоче «рости як артист» і щоб «[його] фанати росли [з ним]». З музичної точки зору, проєкт поєднує в собі поп і R&B стилі, та схожий на музичні стилі Майкла Джексона, Стіві Вандера, Кріса Брауна, Ашера, і Ne-Yo. Журнал Entertainment Weekly назвав мініальбом «солодкими підлітково-любовними баладами і ошатними денс-поп ласощами». Бібер, говорячи про різноманітність тем пісень, схарактеризував зміст мініальбому як «пісні, які стосуються підлітків» і «прості речі, що відбувається в повсякденному житті».
Вступний трек «One Time» обговорює захоплення дівчиною і бажання бути значущим для неї. «Favorite Girl» розповідає про подібні почуття, описуючи предмет любові, як його «дорогоцінну» дівчину. Балада «Down to Earth» написана під враженнями від розлучення батьків Бібера, і була написана, щоб заспокоїти шанувальників в подібній ситуації, «що це стається не через якісь їхні дії». «Bigger» розповідає про необхідність бути рішучим, попри брак досвіду у відносинах. Бібер вважає, що сингл «One Less Lonely Girl» є «дуже важливим, [з точки зору, щоб] дівчата мали дещо, щоб б стало на одну самотню дівчину менше». Трек порівнювали з піснями Кріса Брауна "With You" і Бейонсе «Irreplaceable». В пісні «First Dance» звучить вокал Ашера, і вона була порівняна з Джексоновою «You Are Not Alone». Завершальним синглом мініальбому My World є «Love Me», приспів якого інтерполює пісню «Lovefool» шведського гурту The Cardigans і який був описаний MTV News, як «клубний трек, який сповнений звучанням синтезаторів і який відтепер є наспівуваною візитівкою Бібера».

## Сингли
«One Time» був виданий 7 липня 2009 року як провідний сингл мініальбому My World. Він отримав в цілому позитивні відгуки від музичних критиків, які похвалив вокал Бібера, але відзначили відсутність оригінальності. Трек посів сімнадцяту сходинку в чарті США Billboard Hot 100, а згодом був сертифікований як платиновий Американською асоціацією компаній звукозапису (RIAA) за обсягом продажів, що перевищили один мільйон копій.
 За межами США сингл теж досяг популярності, посівши дванадцяту сходинку канадського чарту Canadian Hot 100, де він був пізніше був сертифікований як платиновий за обсягом продажів, що перевищили 10.000 одиниць.
 Пісня також зайняла одинадцяту позицію в чарті Великої Британії UK Singles Chart. «One Time» також досяг помірного успіху в інших європейських країнах, зокрема, увійшов в перші тридцятки пісенних чартів Австрії, Франції та Німеччини. Музичне відео на сингл вийшло 24 листопада 2009 року, і зображує Бібера, що влаштова вечірку в будинку Ашера за його відсутності.
«One Less Lonely Girl» вийшов 30 листопада 2009 року як другий сингл з My World. Він отримав позитивні відгуки, в яких було відзначено досить сильний вокал Бібера, що затьмарює загальний ліричний зміст. Трек посів десяту і п'ятнадцяту сходинку в чартах Сполучених Штатів і Канади, відповідно, і став платиновим в США.
 За межами Північної Америки, пісня увійшла в перші тридцятки чартів Бельгії і Німеччини. Музичне відео до синглу вийшло 30 листопада 2009 року і зображує Бібер в пошуках дівчини, яка загубила свій шарф в місцевій пральні. «Love Me» і «Favorite Girl» вийшли як промо-сингли в iTunes Store до виходу My World. Вони посіли тридцять сьоме і двадцять шосте місця в чарті Billboard Hot 100, відповідно.

## Промоушн
Бібер спочатку просував My World через радіо і телевізійні виступи. Влітку 2009 року він виступав на радіостанціях Z100 і Radio Disney. У вересні він взяв участь, як один з ведучих, у церемонії вручення музичних нагород MTV Video Music Awards 2009, і виконав «One Time» під час інтернет-туру mtvU VMA Tour. У Канаді, він виступав з «One Time» і «One Less Lonely Girl» під час фіналу співочого талант-шоу The Next Star в кінці місяця. У жовтні Бібер виконав «One Time», «One Less Lonely Girl» та «Favorite Girl» на телешоу The Today Show Toyota Concert Series; під час виступу Бібера зібрався найбільший натовп глядачів в році, перевищивши кількість глядачів, що відвідали виступ Майлі Сайрус. Протягом всього листопада він брав участь у телефошу It's On with Alexa Chung, Шоу Еллен Дедженерес, Good Morning America, Lopez Tonight, Chelsea Lately, The Wendy Williams Show, і 106 & Park. Бібер також зіграв гостьову роль в телевізійному серіалі каналу Nickelodeon «Тру Джексон». Протягом зими Бібер брав участь у низці святкових новорічних концертів. Концерт в Roosevelt Fields Mall на Лонг-Айленді, штат Нью-Йорк був запланований, але скасований після того, як виступ був визнаний небезпечний для навколишнього середовища через великий натовп глядачів понад 3000 осіб. 31 грудня, Бібер виступив під час щорічного новорічного телевізійного ефіру Dick Clark's New Year's Rockin' Eve with Ryan Seacrest телеканалу ABC.
У листопаді 2009 року Бібер співпрацював з мережею роздрібної торгівлі одягом Urban Behavior і провів концертний тур Urban Behavior Tour. Він складалася з виступів в п'яти містах впродовж п'яти днів. Перший захід було проведено 1 листопада, в торговому центрі Metropolis at Metrotown Ванкувера. Тур подовжився 3 листопада і тривали аж до 6 листопада, в ході якого Бібер виступав у торгових центрах West Edmonton Mall Едмонтона, Montreal Eaton Centre Монреаля, White Oaks Mall Лондона і Vaughan Mills Торонто. У грудні Бібер вирушив до Фоксборо, штат Массачусетс, і впродовж двох концертів виступав на розігріві в рамках туру Тейлор Свіфт Fearless Tour. В березні 2010 року Бібер анонсував свій концертний тур My World Tour, що проходив на підтримку My World і його дебютного студійного альбому My World 2.0. Він розпочався 23 червня в XL-центрі в Гартфорді, штат Коннектикут, і закінчився в Great Allentown Fair в Аллентауні, штат Пенсильванія. Бібер провів вісімдесят вісім шоу, шістдесят сім з яких зібрали повні зали. В цілому, на концерти туру було продано близько 1,4 мільйона квитків, та в цілому отримано дохід у понад $53 млн.

## Критичні оцінки
На сайті Metacritic, який визначає нормалізовану оцінку за 100-бальною шкалою спираючись на відгуки музичних критиків, My World отримав середню оцінку 65, на основі шести оглядів, із зазначенням «в цілому позитивні відгуки». Енді Келлман з Allmusic позитивно оцінив матеріал, відзначивши, що «форма відповідає віковому змісту, який притаманний молодому Крісу Брауну або молодшій версії Ne-Yo», додавши, що харизма Бібера заповнила відсутність ліричної глибини. Оглядач журналу Billboard висловив думку про те, що потужність матеріалу відкрила Біберу можливість «забезпечити себе хітами на найближче десятиріччя». Мікаел Вуд з Entertainment Weekly оцінив сингл «Love Me» як «вбивцю електро-глем грува» і висловив бажання побачити «розв'язане» просування Бібера з віком. Джон Караманіка з Нью-Йорк Таймс надав позитивний відгук, що характеризує «One Less Lonely Girl», як «нескладний красивий і щирий» трек.
Роб Шеффілд з журналу Rolling Stone виділив «First Dance», «Bigger», і «Love Me», як свої особисті вподобання з-поміж треків проєкту. Ашанта Інфантрі з Toronto Star порівняла вокал Бібера, з вокалом "молодого Кріса Брауна в гармонійному переозвученні стилю гурту New Edition, додавши, що створення і написання пісень добре відбувалося з його «переконливим статево зрілим вокалом». Марк Гірш з Бостон Глоуб надав змішаний огляд мініальбому, зазначивши, що Бібер «не вирізняється» серед основних популярних виконавців, але відзначив «Down to Earth», як «основний» трек проєкту. Елісон Стюарт з Вашингтон пост був радий, що Бібер став співавтором кількох пісень, але був менш оптимістичний стосовно помітного використання автотюна. На церемонії вручення музичних нагород Juno Awards 2010 My World був номінований на альбом року і поп-альбом року, але програв альбому Майкла Бубле Crazy Love в обох категоріях.

## Комерційний успіх
У Сполучених Штатах, My World дебютував під шостим номером в чарті Billboard 200 з продажем 137,000 копій протягом першого тижня. При цьому він став найсильнішим дебютним альбомом нового артиста в 2009 році. Хоча за тиждень його продажі перевищив альбом Сюзан Бойл I Dreamed a Dream, з продажами у 701,000 одиниць. На шостому тижні після випуску, було продано 157,000 копій мініальбом, що перевищило продажі дебютного тижня. 14 грудня 2009 року він був сертифікований як золотий Американською асоціацією компаній звукозапису (RIAA), за обсягом продажів, що перевищили 500,000 примірників. Менш ніж за місяць, 8 січня 2010 року, продажі міні-альбому перевищили один мільйон копій, і, як наслідок, сертифікацію було змінено із золотої на платинову.
 Після виходу дебютного студійного альбому Бібера My World 2.0, який очолив чарт Billboard 200 в березні 2010 року, його попередник — My World піднявся на п'яту сходинку чарту, що зробило Бібера першим виконавцем після Неллі в 2004 році, що одночасно займає дві позиці в першій п'ятірці Billboard 200.
На міжнародному рівні My World також досяг успіху. В Канаді мініальбом дебютував очоливши чарт Canadian Albums Chart, де пізніше був сертифікований як подвійно-платиновий за обсягом продажів у 160,000 копій.
 В Австрії My World досяг другої сходинки в чарті, і, зрештою, отримав платинову сертифікацію за продажі 6,000 примірників.
 Проєкт досяг сьомої позиції у чарті Німеччини, а пізніше був визнаний платиновим, після того як його продажі перевищили 200,000 одиниць.
 У Сполученому Королівстві мініальбом піднявся на третю сходинку чарту, і сертифікований як подвійно-платиновий з продажем 600,000 копій.
 В Японії My World був сертифіковний як золотий, після того як його продажі перевищили 100,000 одиниць.

## AcousticіThe Collection

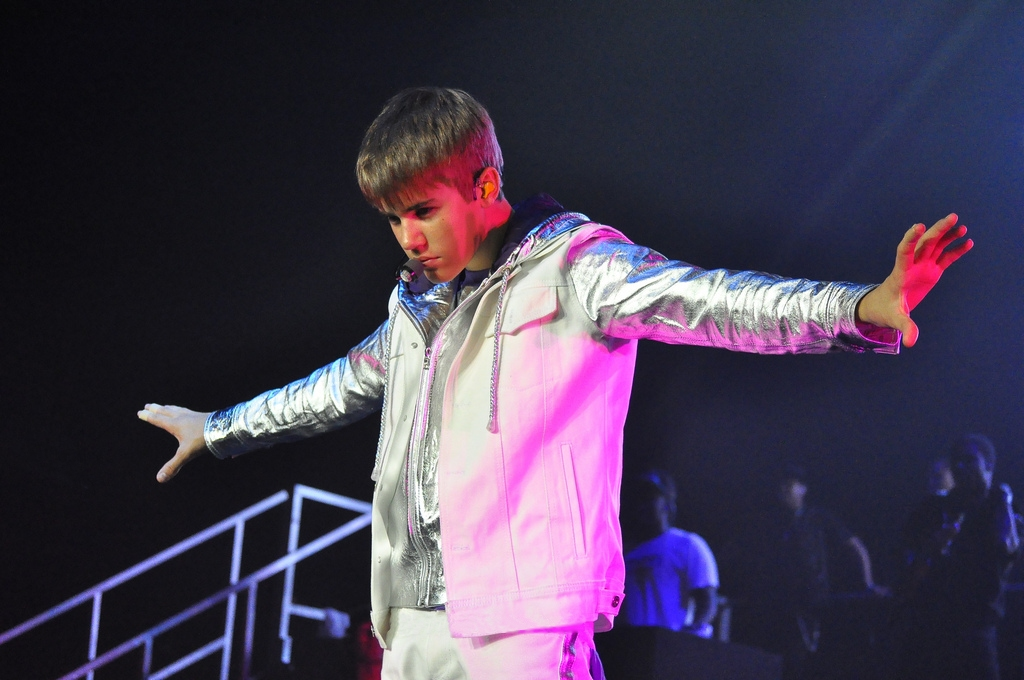
Бібер виступає в Богорі, Індонезія під час свого My World Tour, 2010.

Реміксовий альбом My Worlds Acoustic вийшов 22 листопада 2010 року. Спочатку він був доступний ексклюзивно в мережі магазинів Walmart, і лише 8 лютого 2011 року став доступним в iTunes Store. До трек-листа увійшло по чотири перезаписаних пісні з My World і My World 2.0, на додаток до нещодавно записаних треків «Pray» і «Never Say Never». Музичні критики відзначили все зріліший вокал Бібера, але відчули, що альбому бракує цілком акустичного матеріалу, через що його назва вводить в оману. Вийшовши лише в Північній Америці, альбом дебютував на четвертій і сьомій сходинці чартів Канади та Сполучених Штатів, відповідно.
На міжнародних теренах збірник My Worlds: The Collection з'явився 19 листопада 2010 року. Перший диск компіляції включав розширену версію My World Acoustic, в той час як другий диск містив об'єднані в один трек-лист My World і My World 2.0. Музичні критики не змінили попередні позитивні оцінки окремих альбомів, але поставили під сумнів, чи виправдана необхідність в перевиданні, зважаючи на незначний розмір каталогу пісень. Збірник доволі скромно увійшов до чартів Європи, зайнявши нижні позиції в хіт-парадах Фінляндії, Греції та Швеції, і посівши сходинки в перших двадцятках в Данії та Нідерландах.

## Трек-лист
Інформацію про авторів та продюсерів отримано з буклеті My World.
| #     | Назва                                   | Автор                                                                                              | Продюсер (и)                                           | Тривалість |
| ----- | --------------------------------------- | -------------------------------------------------------------------------------------------------- | ------------------------------------------------------ | ---------- |
| 1.    | «One Time»                              | К. "Трікі" Стюарт [en] Джеймс Бантон [en] Коррон Коул [en] Табісо Херенія                          | JB [en] Каррон [en] Стюарт Кук Гаррелл [en] (вокал)    | 3:35       |
| 2.    | «Favorite Girl»                         | Дернст "Ді'Майл" Еміль II [en] Деліша Томас Антея Бьорчіт Анеша Бьорчіт                            | Еміль II                                               | 4:16       |
| 3.    | «Down to Earth»                         | Джастін Бібер Вейнн Ньюджент [en] Кевін Рісто [en] Мейсон Леві Карлос Бетті [en] Стівен Бетті [en] | Dirty Swift [en] Брюс Вейнн [en]                       | 4:05       |
| 4.    | «Bigger»                                | Бібер Ньюджент Рісто Дапо Торіміро [en] Лонні Бро                                                  | Dirty Swift Брюс Вейнн Торіміро                        | 3:17       |
| 5.    | «One Less Lonely Girl»                  | Ізекіль "Зік" Льюїс [en] Байлева Магомет [en] Шон П. Гамільтон Хек Шин [en] Ашер Реймонд Четвертий | Льюїс Магомет Гамільтон Шин                            | 3:49       |
| 6.    | «First Dance (пісня)» (за участі Ашера) | Бібер Реймонд Четвертий Александр Пам, молодший Ройон Ловетт Джессі Вільсон Двайт Рейнольдс        | Pretty Boi Fresh                                       | 3:42       |
| 7.    | «Love Me»                               | Пітер Свенссон [en] Ніна Перссон                                                                   | DJ Frank E [en] Каньє Вест (проба) Білл Меліна (вокал) | 3:12       |
| 25:58 |                                         | |                                                        |            |

| Бонусні треки канадського iTunes Store | Бонусні треки канадського iTunes Store      | Бонусні треки канадського iTunes Store                           | Бонусні треки канадського iTunes Store | Бонусні треки канадського iTunes Store |
| #                                      | Назва                                       | Автор                                                            | Продюсер(и)                            | Тривалість                             |
| -------------------------------------- | ------------------------------------------- | ---------------------------------------------------------------- | -------------------------------------- | -------------------------------------- |
| 8.                                     | «One Less Lonely Girl» (Франкомовний вокал) | Льюїс Магомет Гамільтон Шин Реймонд Четвертий Андрі Ваттерс [en] | Льюїс Магомет Гамільтон Шин            | 3:48                                   |
| 9.                                     | «Common Denominator»                        | Лашаунда Карр Бібер                                              | Карр                                   | 4:02                                   |
| 10.                                    | «One Less Lonely Girl» (музичне відео)      | Льюїс Магомет Гамільтон Шин Реймонд Четвертий                    |                                        | 3:48                                   |
| 11.                                    | «One Time» (музичне відео)                  | Стюарт Бантон Коул Херенія                                       |                                        | 4:02                                   |

## Автори
Інформацію про авторів та продюсерів отримано з буклеті My World.
| - Джастін Бібер – провідний і бек-вокал - Тейлор Грейвс – бек-вокал - Бонні Макі – бек-вокал - Двайт «Скреп» Рейнольдс – клавішні - Тім Стюарт – гітара Продакшн - Антея Бьорчіт – продюсер - Анеша Бьорчіт – продюсер - Скутер Браун – виконавчий продюсер - Лашаунда Карр – продюсер - DJ Frank E – продюсер - Блейк Айсмен – звукозапис - Дернст Еміль II – продюсер - Джейсен Джошуа-Фаулера – зведення - Александр «Prettyboifresh» Пам, молодший – продюсер - Крісті Голл – асистент продюсера - Шон П. Гамільтон – продюсер - Кук Гаррелл – продюсер - Крістофер Гікс – альбомний продюсер - Кріс Крас – recorder - Ізекіль Льюїс – продюсер - Джанкарло Ліно – асистент зведення - Ройон Ловетт – продюсер - Білл Меліна – вокальний продюсер - Байлева Магомет – продюсер - Теріус Наш – продюсер - Вейнн Ньюджент – продюсер - Дейв Пенсадо – зведення - Ашер Реймонд Четвертий – вокал, виконавчий продюсер - Антоніо "Ел-Ей" Рід– виконавчий продюсер - Кевін Рісто – продюсер - Габріелла Шварц – маркетинг - Хек Шин – продюсер - Джеремі Стівенсон – звукозапис - Крістофер "Трікі" Стюарт – продюсер - Брайан Томас – звукозапис - Дапо Торіміро – продюсер - Брюс Вейнн – продюсер - Джессі Вільсон – продюсер - Ендрю Віеппер – асистент зведення | Дизайн - Зак Аткінсон – напрямок мистецтва і дизайну - Кріс Болдвін – фотографія для постерів - Памела Літткі – фотографія - Дарія Гінс – стайлінг - Даг Джосвік – розробка упаковки Комерція - Ян Аллен – комерційні відносини - Гей-Джей Бенсон – артисти і репертуар - Ліса Д. Брансон – артисти і репертуар - Розалінд Гаррел – консультант з питань артистів і репертуару - Стів Овенс – консультант з питань артистів і репертуару - Ванесса Прайс – грумінг - Йоланда Рей – артисти і репертуар - Аарон Розенберг – юрисконсульт - Тодд Рассел – напрямки мистецтва і дизайну - Ташіа Стаффорд – артисти і репертуар - Антуанетта Тротман – комерційні відносини - Ніколь Вискорко – комерційні відносини |

## Чарти
| Чарт (2009–10)                               | Найвища позиція |
| -------------------------------------------- | --------------- |
| Australian Albums Chart                      | 79              |
| Австрія Austrian Albums (Ö3 Austria)         | 2               |
| Бельгія Belgian Albums (Ultratop Flanders)   | 16              |
| Бельгія Belgian Albums (Ultratop Wallonia)   | 23              |
| Canadian Albums (Billboard)                  | 1               |
| Данія Danish Albums (Hitlisten)              | 7               |
| Нідерланди Dutch Albums (MegaCharts)         | 52              |
| German Albums (Media Control)                | 7               |
| Greek Albums (IFPI)                          | 10              |
| Ірландія Irish Albums (IRMA)                 | 11              |
| Мексика Mexican Albums (Top 100 Mexico)      | 22              |
| Португалія Portuguese Albums (AFP)           | 2               |
| Іспанія Spanish Albums (PROMUSICAE)          | 71              |
| Швейцарія Swiss Albums (Schweizer Hitparade) | 39              |
| Велика Британія UK Albums (OCC)              | 3               |
| США Billboard 200                            | 5               |

| Чарт (2010)                          | Позиція |
| ------------------------------------ | ------- |
| UK Singles (Official Charts Company) | 12      |
| US Billboard 200                     | 8       |

## Сертифікація
| Регіон                                                                                          | Сертифікація  | Продажі    |
| ----------------------------------------------------------------------------------------------- | ------------- | ---------- |
| Австрія (IFPI Austria)                                                                          | Платиновий    | 20 000*    |
| Канада (Music Canada)                                                                           | 2× Платиновий | 160 000^   |
| Данія (IFPI Denmark)                                                                            | Золотий       | 15 000^    |
| Німеччина (BVMI)                                                                                | Платиновий    | 200 000^   |
| Японія (RIAJ)                                                                                   | Золотий       | 100 000^   |
| Норвегія (IFPI Norway)                                                                          | Платиновий    | 30 000*    |
| Португалія (AFP)                                                                                | 4× Платиновий | 80 000^    |
| Велика Британія (BPI)                                                                           | 2× Платиновий | 600 000^   |
| США (RIAA)                                                                                      | 3× Платиновий | 3 000 000^ |
| *продажі, що базуються лише на сертифікаціях ^відвантаження, що базуються лише на сертифікаціях |               |            |

## Історія випуску
| Країна          | Дата              | Лейбл                            |
| --------------- | ----------------- | -------------------------------- |
| США             | 17 листопада 2009 | Island Records                   |
| Канада          | 17 листопада 2009 | Universal Music                  |
| Австралія       | 20 листопада 2009 | Universal Music                  |
| Велика Британія | 18 січня 2010     | Mercury Records                  |
| Франція         | 22 березня 2010   | Mercury Records, Universal Music |
| Світ (вініл)    | 12 лютого 2016    | Island Records                   |